# Ministerio de Sanidad de Lituania
El Ministerio de Salud de Lituania (en lituano: Lietuvos Respublikos sveikatos apsaugos ministerija) es uno de los 14 ministerios del Gobierno de Lituania. Tiene su sede Vilna. Sus operaciones están autorizadas por la Constitución de la República de Lituania, los decretos emitidos por el Presidente y el Primer Ministro, y las leyes aprobadas por el Seimas (Parlament). Su misión es la busca de la unidad nacional y seguir construyendo un estado de bienestar para todo el mundo, donde poder llevar una vida digna, cómoda, segura y saludable. Desde el 13 de diciembre de 2016, su ministro es Aurelijus Veryga de la Unión de los Campesinos y Verdes Lituanos.

## Lista de ministros
|    | Nombre                              | Mandato                 |
| -- | ----------------------------------- | ----------------------- |
| 1  | Juozas Olekas                       | 23-03-1990 – 2-12-1992  |
| 2  | Vytautas Kriauza                    | 2-12-1992 – 10-03-1993  |
| 3  | Jurgis Brėdikis                     | 10-03-1993 – 10-11-1994 |
| 4  | Antanas Vinkus                      | 10-11-1994 – 4-12-1996  |
| 5  | Juozas Galdikas                     | 4-12-1996 – 25-03-1998  |
| 6  | Laurynas Mindaugas Stankevičius     | 25-03-1998 – 1-06-1999  |
| 7  | Raimundas Alekna                    | 1-06-1999 – 27-10-2000  |
| 8  | Vinsas Janušonis                    | 27-10-2000 – 15-05-2001 |
| 9  | Konstantinas Romualdas Dobrovolskis | 15-05-2001 – 10-03-2003 |
| 10 | Juozas Olekas                       | 10-03-2003 – 29-11-2004 |
| 11 | Žilvinas Padaiga                    | 20-11-2004 – 6-07-2006  |
| 12 | Rimvydas Turčinskas                 | 6-07-2006 – 14-07-2008  |
| 13 | Gediminas Černiauskas               | 14-07-2008 – 28-11-2008 |
| 14 | Algis Čaplikas                      | 12-09-2008 – 10-03-2010 |
| 15 | Raimondas Šukys                     | 10-03-2010 – 13-12-2012 |
| 16 | Vytenis Andriukaitis                | 13-12-2012 – 17-07-2014 |
| 17 | Rimantė Šalaševičiūtė               | 17-07-2014 – 01-03-2016 |
| 18 | Juras Požela                        | 10-03-2016 – 16-10-2016 |
| 19 | Aurelijus Veryga                    | 13-12-2016 – actualidad |